# مقاطعة بيلاسوفار
مقاطعة بيلاسوار (بالأذرية: Biləsuvar rayonu)‏ هي إحدى مقاطعات أذربيجان. يقدر عدد سكانها بـ 94,400 نسمة ومساحتها 1,397 كم2 .

## أعلام
- جميل حسنلي